# Scarlett (торговая марка)
Scarlett — торговая марка, принадлежащая Arima Holding Corporation, российской компании, зарегистрированной в Тайване. Используется для продажи малогабаритной бытовой техники. Производство техники расположено в Китае и России. 

## История

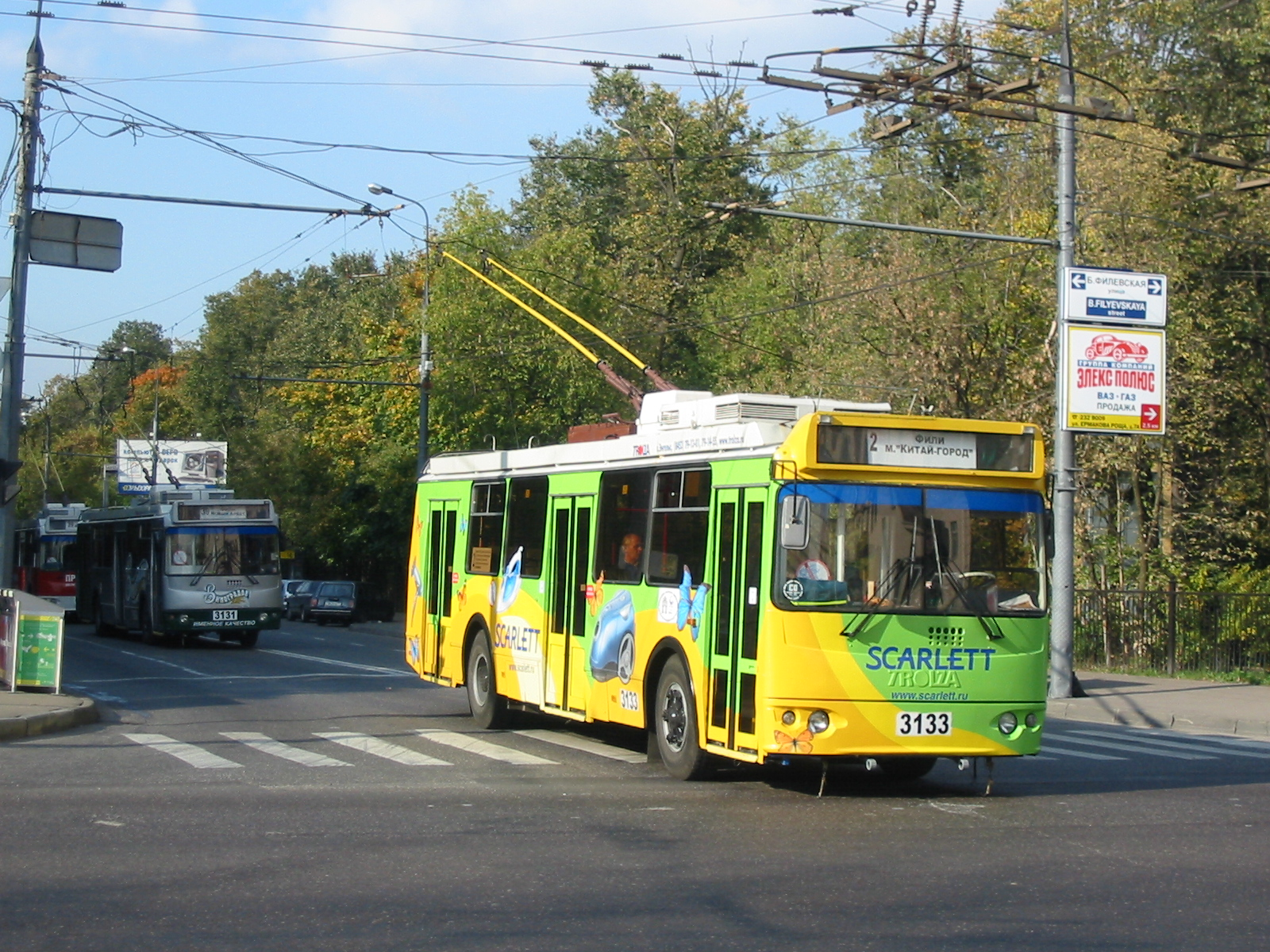
Московский троллейбус, рекламирующий Scarlett (2005)

1996 — начало бизнеса компании Arima Holding Corporation на рынке МБТ в России. Продукция Scarlett представлена 4 товарными группами: чайники, утюги, пылесосы, фены (по 2-3 модели в каждой категории).
1997 — значительное расширение ассортиментного ряда. Появление в ассортименте Scarlett новой товарной категории «часы». Оборот компании превышает 1 млн $.
1998 — открытие складов в Гамбурге и Котке. Первые торговые операции с Украиной дают старт развитию бизнеса в странах СНГ и Балтии.
2000 — создана дистрибьюторская сеть партнеров на всей территории России, в странах Балтии и СНГ (более 300 прямых клиентов).
2001 — оборот компании превысил 3 млн изделий.
2002 — по данным исследований GALLUP MMI Scarlett занимает третье место в России в категории «Наличие товара у населения». Начало поставок в федеральные розничные сети. Вступление в отраслевую ассоциацию РАТЭК.
2003 — Scarlett лидирует в рейтинге GALLUP MMI 2003 г. Техника Scarlett — № 2 в России по наличию у населения. Марка становится БРЕНДОМ ГОДА.
2004 — Scarlett первой из производителей бытовой техники принята в содружество «Русбренд». Марка повторно получает награду «БРЕНД ГОДА».
2005 — Начало продаж в Восточной Европе. За заботу о потребителе и оптимальное соотношение цены и качества марка Scarlett удостоена звания «Товар года».
2006 — Scarlett удерживает лидерство на российском рынке. Является абсолютным лидером казахстанского рынка. По данным исследований GALLUP MMI Scarlett вошла в число самых популярных марок на рынке Украины. В Молдавии Scarlett признана лидером в категории «Малая бытовая техника» и удостоена награды «Знак почета 2006».
2007 — Оборот компании превысил 12 млн изделий.
2008 — Scarlett бренд № 1 на рынках России и Казахстана по наличию у населения, входит в топ 3 на Украине. Компания выпускает на рынок новую линейку продукции премиум класса INDIGO.
2010 — Компания Scarlett награждена премией Всемирной федерации ассоциаций двустороннего сотрудничества с Гонконгом в номинации «История успеха».
2012 — Бренд Scarlett становится дважды лауреатом премии «Товар года 2012» в категориях «фены» и «вентиляторы». Scarlett признан Брендом года EFFIE 2012.
2014 — Премия «Народная марка» — марка № 1 в России в категориях «Прибор для укладки волос (фен, выпрямитель)» и «Электроутюг».
2015 — Запуск суббренда в категории «красота» - Scarlett TopStyle
2016 — Редизайн и коррекция позиционирования. Разработка новой коммуникационной платформы.
2018 — Scarlett входит в топ-5 наиболее узнаваемых брендов МБТ в России (по данным MARKETING INDEX Q2’2018)